# Goran Bošković (football)
Pour les articles homonymes, voir Goran Bošković, Bošković et Bošković (homonymie).
Ne doit pas être confondu avec Goran Bošković (basket-ball).
Goran Bošković est un footballeur yougoslave né le 13 juillet 1966 à Kovin.

## Palmarès
- Vice-champion de France D2 en 1992 avec l'US Valenciennes Anzin

## Source
- Marc Barreaud, Dictionnaire des footballeurs étrangers du championnat professionnel français (1932-1997), L'Harmattan, 1997.